# 童德发
童德发（1970年10月—），男，中华人民共和国外交官，曾任中华人民共和国驻慕尼黑总领事，现任中华人民共和国驻加纳共和国特命全权大使。

## 生平
童德发先后毕业于南京大学和北京大学，1991年进入中华人民共和国外交部，先后在外交部办公厅、外交部干部司、外交部领事司工作，并曾派驻驻菲律宾大使馆、驻旧金山总领事馆。后任驻南非大使馆参赞、驻开普敦总领事馆副总领事、外交部领事司参赞。2018年，任外交部领事司副司长。2021年9月，出任中华人民共和国驻慕尼黑总领事。2024年6月，自驻慕尼黑总领事离任。8月，出任中华人民共和国驻加纳大使。

## 家庭
已婚，有一女。